# Kōnstantinos Karetsas
Kōnstantinos Karetsas (in greco Κωνσταντίνος Καρέτσας?; Genk, 19 novembre 2007) è un calciatore greco con cittadinanza belga, centrocampista del Genk e della nazionale greca.

## Biografia
È nato in Belgio da genitori greci.

## Carriera

### Club
È cresciuto nel settore giovanile del Genk, che ha lasciato nel 2020 per passare ai rivali dell'Anderlecht. Tre anni più tardi è tornato al Genk, che lo ha assegnato alla propria squadra B in Challenger Pro League. Ha debuttato il 13 agosto nell'incontro vinto 1-0 contro il Waasland-Beveren ed il 1º settembre ha trovato il primo gol nella partita pareggiata 1-1 contro l'RSCA Futures.
Il 4 maggio 2024 ha esordito in prima squadra nell'incontro di Pro League perso 4-1 contro il Cercle Bruges.

### Nazionale
Ha giocato con le nazionali giovanili belghe Under-15, Under-16, Under-17 ed Under-21.
Il 1º marzo 2025 viene resa ufficiale la sua scelta di rappresentare la Grecia, nazionale delle sue origini, da cui è stato convocato per la prima volta il 10 dello stesso mese. Esordisce il 20 marzo seguente subentrando al 46' al posto di Giōrgos Masouras nella sconfitta casalinga per 0-1 nell'andata dei play-off di Nations League contro la Scozia. Tre giorni dopo, nella sfida di ritorno, realizza la sua prima rete con la selezione ellenica contribuendo così al ribaltamento del risultato dell'andata (0-3).

## Statistiche

### Presenze e reti nei club
Statistiche aggiornate all'8 febbraio 2025.
| Stagione        | Squadra         | Campionato      | Campionato | Campionato | Coppe nazionali | Coppe nazionali | Coppe nazionali | Coppe continentali | Coppe continentali | Coppe continentali | Altre coppe | Altre coppe | Altre coppe | Totale | Totale | Totale |
| Stagione        | Squadra         | Comp            | Pres       | Reti       | Comp            | Pres            | Reti            | Comp               | Pres               | Reti               | Comp        | Pres        | Reti        | Pres   | Reti   |        |
| --------------- | --------------- | --------------- | ---------- | ---------- | --------------- | --------------- | --------------- | ------------------ | ------------------ | ------------------ | ----------- | ----------- | ----------- | ------ | ------ | ------ |
| 2023-2024       | Jong Genk       | D2              | 20         | 6          | -               | -               | -               | -                  | -                  | -                  | -           | -           | -           | 20     | 6      |        |
| 2023-2024       | Genk            | D1              | 4          | 0          | CB              | 0               | 0               | -                  | -                  | -                  | -           | -           | -           | 4      | 0      |        |
| 2024-2025       | Genk            | D1              | 21         | 2          | CB              | 5               | 0               | -                  | -                  | -                  | -           | -           | -           | 26     | 2      |        |
| Totale carriera | Totale carriera | Totale carriera | 45         | 8          |                 | 5               | 0               |                    | -                  | -                  |             | -           | -           | 50     | 8      |        |

### Cronologia presenze e reti in nazionale
| Cronologia completa delle presenze e delle reti in nazionale ― Grecia | Cronologia completa delle presenze e delle reti in nazionale ― Grecia | Cronologia completa delle presenze e delle reti in nazionale ― Grecia | Cronologia completa delle presenze e delle reti in nazionale ― Grecia | Cronologia completa delle presenze e delle reti in nazionale ― Grecia | Cronologia completa delle presenze e delle reti in nazionale ― Grecia | Cronologia completa delle presenze e delle reti in nazionale ― Grecia | Cronologia completa delle presenze e delle reti in nazionale ― Grecia |
| Data                                                                  | Città                                                                 | In casa                                                               | Risultato                                                             | Ospiti                                                                | Competizione                                                          | Reti                                                                  | Note                                                                  |
| --------------------------------------------------------------------- | --------------------------------------------------------------------- | --------------------------------------------------------------------- | --------------------------------------------------------------------- | --------------------------------------------------------------------- | --------------------------------------------------------------------- | --------------------------------------------------------------------- | --------------------------------------------------------------------- |
| 20-3-2025                                                             | Il Pireo                                                              | Grecia                                                                | 0 – 1                                                                 | Scozia                                                                | UEFA Nations League 2024-2025 - play-off                              | -                                                                     | 46’                                                                   |
| 23-3-2025                                                             | Glasgow                                                               | Scozia                                                                | 0 – 3                                                                 | Grecia                                                                | UEFA Nations League 2024-2025 - play-off                              | 1                                                                     | 73’                                                                   |
| 7-6-2025                                                              | Candia                                                                | Grecia                                                                | 4 – 1                                                                 | Slovacchia                                                            | Amichevole                                                            | -                                                                     | 64’                                                                   |
| Totale                                                                |                                                                       | Presenze                                                              | 3                                                                     |                                                                       | Reti                                                                  | 1                                                                     |                                                                       |